# Hadropareia middendorffii
Hadropareia middendorffii és una espècie de peix de la família dels zoàrcids i de l'ordre dels perciformes.

## Morfologia
- Els mascles poden assolir 17,8 cm de longitud total.
- Nombre de vèrtebres: 106-115.[3][4]

## Hàbitat
És un peix marí, de clima temperat i demersal que viu entre 0-60 m de fondària.

## Distribució geogràfica
Es troba al Mar d'Okhotsk.

## Observacions
És inofensiu per als humans.